# Krankengeld der Sozialen Entschädigung
Das Versorgungskrankengeld ist eine Form des Erwerbsersatzeinkommens des Bundes nach dem Bundesversorgungsgesetz (BVG). Als berechtigter Personenkreis des BVG kommt §§ 1 bis 7 BVG in Betracht. Dabei handelte es sich früher in der Regel um anerkannte Beschädigte und deren Angehörige, welche im Ersten und/oder Zweiten Weltkrieg gesundheitliche Schädigungen erlitten haben.
Eine – auch politisch und demographisch gesehen – wesentlich größere Bedeutung erlangte das Versorgungskrankengeld in der heutigen Zeit als Entgeltersatzleistung auch bei einigen anderen anspruchsberechtigten Personenkreisen in den sogenannten Nebengesetzen des Bundesversorgungsgesetzes.
Dabei sind die Vorschriften des Bundesversorgungsgesetzes jeweils entsprechend anzuwenden auch z. B. im
• Soldatenversorgungsgesetz (SVG), § 80 SVG, für Wehrdienstbeschädigte
• Zivildienstgesetz (ZDG), § 47 ZDG, für Zivil- und Ersatzdienstbeschädigte
• Bundesgrenzschutzgesetz (BGSG), § 59 Abs. 1 BGSG i.V. m. den §§ 80ff SVG
• Häftlingshilfegesetz (HHG), § 4 Abs. 1 HHG
• Infektionsschutzgesetz (IfSG), § 60 IfSG
• Opferentschädigungsgesetz (OEG), § 1 Abs. 1 OEG
Die gesetzlichen Regelungen zum Versorgungskrankengeld finden sich in den §§ 16 – 16 h BVG. Nach § 1 BVG steht das Versorgungskrankengeld gesundheitlich geschädigten Personen der Bundeswehr, dem Bundesgrenzschutz zu, soweit deren Schädigungen auf militärische oder militärähnliche Dienstverrichtung oder durch einen Unfall während der Ausübung des militärischen oder militärähnlichen Dienstes oder durch die diesem Dienst eigentümlichen Verhältnisse (berufliche Tätigkeiten und Einsätze) zurückzuführen ist. Daneben werden gesetzliche Analogregelungen für beispielsweise Wegeunfälle oder die Kriegsgefangenschaft aufgestellt.
Für Zivil- und Ersatzdienstbeschädigte gilt alles entsprechend.
Die Leistungen werden für die Dauer der Arbeitsunfähigkeit erbracht. Sie betragen 80 % des Regellohns und dürfen gemäß § 16a Bundesversorgungsgesetz das entgangene regelmäßige Nettoarbeitsentgelt nicht übersteigen. Gem. § 16 f Bundesversorgungsgesetz sind Einkommensanrechnungen möglich.